# فرودگاه بین‌المللی گوآرانی
فرودگاه بین‌المللی گوآرانی (به انگلیسی: Guaraní International Airport) (به زبان بومی: Aeropuerto Internacional Guaraní) یک فرودگاه همگانی و نظامی مسافربری با کد یاتا AGT است که یک باند فرود آسفالت دارد و طول باند آن ۳۴۰۰ متر است. این فرودگاه در کشور پاراگوئه قرار دارد و در ارتفاع ۲۵۸ متری از سطح دریا واقع شده است.

## شرکت‌های هواپیمایی و مقصدهای پروازی

### مسافری
| شرکت‌های هواپیمایی                      | مقصدهای پروازی |
| -------------------------------------- | -------------- |
| Amaszonas اجرا توسط Amaszonas Paraguay | سیلویو پتیروسی |

### باری
| شرکت‌های هواپیمایی   | مقصدهای پروازی             |
| ------------------- | -------------------------- |
| اطلس ایر            | مرتلا محمد، شارجه، هنگ کنگ |
| Centurion Air Cargo | میامی                      |
| امارات اسکای‌کارگو   | آل مکتوم                   |